# The Complex (álbum)
Thelex é o segundo álbum do Blue Man Group, lançado em 2003. O álbum posicionou a sexagésima colocação nas top de paradas na internet e na Billboard também em 2003. A canção "Sing Along" ocupa a trigésima sétima colocação no Adult Top 40. E "I Feel Love" ocupa a sétima colocação no Hot Dance Club Play.
Sendo um álbum conceptual, o álbum aborda dois mundos separados: o mundo do rock, na canção "Time to Start", e o mundo da isolação urbana nas canções "Sing Along," "The Current" e  "The Complex". Os dois mundos estão presentes na canção "What Is Rock", em que os ideais de um concerto de rock e da isolação urbana “se encontram”.

## Faixas
1. "Above" (Dyas, Goldman, Heinemann, Pai, Perlmutter, Stanton, Wink) – 2:46 [1]
2. "Time to Start" (Dyas, Goldman, Stanton, Wink) – 3:43
3. "Sing Along" (Dyas, Goldman, Stanton, Wink) – 3:25
4. "Up to the Roof" (Dyas, Gleitsman, Goldman, Heinemann, Perlmutter, Stanton, Wink) – 3:51
5. "Your Attention" (Dyas, Goldman, Heinemann, Pai, Perlmutter, Stanton, Wink) – 4:09
6. "Persona" (Dyas, Gleitsman, Goldman, Stanton, Wink) – 4:30
7. "Piano Smasher" (Dyas, Golden, Goldman, Perlmutter, Stanton, Wink) – 3:00
8. "White Rabbit" (Grace Slick) – 2:54
9. "The Current" (Dyas, Gleitsman, Goldman, Stanton, Wink) – 3:48
10. "Shadows, Pt. 2" (Dyas, Gleitsman, Goldman, Perlmutter, Stanton, Wink) – 2:56
11. "What Is Rock" (Dyas, Gleitsman, Goldman, Stanton, Wink) – 3:11
12. "The Complex" (Dyas, Gleitsman, Goldman, Heinemann, Stanton, Wink) – 6:25
13. "I Feel Love" (Bellotte, Moroder, Summer) – 5:13
14. "Exhibit 13" (Banks, Dyas, Goldman, Heinemann, Parrulli, Stanton, Wink) – 8:51
15. "Mandelbrot No.4"  – 4:19

## Formação
Canções produzidas por Todd Perlmutter, Matt Goldman, Phil Stanton e Chris Wink. Produção executiva por Jeff Skillen.
Instrumentos tocados por:
- Dave Anania - percussões, baterias
- Tracy Bonham - vocais
- Chris Bowen - bateria, voiceover, tubulum
- Nels Cline - violão
- Wendy Day - bateria
- Christian Dyas - violão, harpsichord, cítara, e-bow, baritone guitar
- Arone Dyer - vocais
- Byron Estep - dobro
- Esthero - vocais
- Avram Gleitsman
- Matt Goldman
- Spalding Gray - narra palavra escrita
- Josh Haden - vocals
- Larry Heinemann - baixofone, violão, cítara, chapman stick
- Dave Matthews - vocais
- Josh Matthews - bateria
- Peter Moore - teclado, vocais
- Ian Pai - percussão, bateria
- Todd Perlmutter - percussão, bateria, narrador
- Jeff Quay - percussão, bateria
- Crag Rodriguez - bateria
- Gavin Rossdale - vocais
- Brian Scott - tubulum
- Peter Simpson - bateria
- Phil Stanton
- Dave Steele - violão, cítara
- Annette Strean - vocais
- Rob Swift - turntables
- Jeff Tortora - bateria
- Chris Traynor - violão
- Jeff Turlik - violão, cítara
- Chris Wink